# Археолошки локалитет Богомољиште
Археолошки локалитет Богомољиште смештен је код села Кукљин, на левој обали Западне Мораве, удаљено 10 км од Крушевца и представља остатке утврђења из гвозденог доба.

## Историјат
Археолошко налазиште Богомољиште представља утврђење из старијег гвозденог доба које је откривено 1996. године. Реч је о праисторијском утврђењу на источном улазу у насеље Кукљин које је смештено насупрот локалитета Конопљара које је открио геолог Милан Трифуновић. На самом локалитету могуће је уочити четири вештачке каскаде са највишом котом 250 метара. На северозападној страни, у 7. веку п. н. е, подигнут је одбрамбени објекат промера 20 метара
Садашњи сеоски пут пролази дуж одбрамбеног рова који се налази са спољне стране овог фортификационог објекта. Одбрамбена кула која је штитила улаз, страдала је у пожару. Градинско утврђење у Кукљину представља централно место одбрамбеног система из старијег гвозденог доба али и стратешки место које је било веома важно и за оближњи локалитет Конопљару.